# Tartécourt
Tartécourt település Franciaországban, Haute-Saône megyében. Lakosainak száma 29 fő (2022. január 1.). Tartécourt Cendrecourt, Magny-lès-Jussey, Montureux-lès-Baulay és Venisey községekkel határos.

## Népesség
A település népessége az elmúlt években az alábbi módon változott:
| Lakosok száma | 33   | 32   | 29   | 27   | 26   | 25   | 24   | 26   | 29   |
|               | 2013 | 2015 | 2016 | 2017 | 2018 | 2019 | 2020 | 2021 | 2022 |